# Arès

Arès este o comună în departamentul Gironde din sud-vestul Franței. În 2009 avea o populație de 5.548 de locuitori.

## Evoluția populației
| An        | 1975  | 1982  | 1990  | 1999  | 2006  | 2009  |
| --------- | ----- | ----- | ----- | ----- | ----- | ----- |
| Populație | 2.656 | 3.051 | 3.911 | 4.680 | 5.341 | 5.548 |